# Берг-сюр-Самбр
Берг-сюр-Са́мбр (фр. Bergues-sur-Sambre) — коммуна во Франции, находится в регионе Пикардия. Департамент коммуны — Эна. Входит в состав кантона Гюиз. Округ коммуны — Вервен.
Код INSEE коммуны — 02067.

## Население
Население коммуны на 2010 год составляло 220 человек.
| 1962 | 1968 | 1975 | 1982 | 1990 | 1999 | 2010 |
| ---- | ---- | ---- | ---- | ---- | ---- | ---- |
| 282  | 269  | 264  | 239  | 211  | 195  | 220  |

## Экономика
В 2010 году среди 142 человек трудоспособного возраста (15—64 лет) 98 были экономически активными, 44 — неактивными (показатель активности — 69,0 %, в 1999 году было 66,9 %). Из 98 активных жителей работали 92 человека (52 мужчины и 40 женщин), безработных было 6 (1 мужчина и 5 женщин). Среди 44 неактивных 9 человек были учениками или студентами, 13 — пенсионерами, 22 были неактивными по другим причинам.